# 性别灭绝
性别灭绝（Gendercide）指针对特定性别的人系统地、有计划地屠杀的行为。

## 屠杀女性
屠杀女性（Gynocide或Femicide）一词出现于十九世纪20年代，其定义为针对女性的系统的、有计划的屠杀。发生这种现象的原因往往与文化有关。屠杀女性通常被视为性别犯罪。
最普遍的屠杀女性的形式是针对胎儿性别进行的选择性溺婴及墮胎，这一现象常出现在有重男轻女思想的文化中，女性主義者指出這會同時傷害女性與男性（男性因為更難娶到老婆而心理痛苦，女性則面臨更高的性犯罪、人口販賣等）。如中國1980年起實施的一胎化政策中，中國傳統的父系社會體系往往驅使一對夫妻力求生養男丁以「傳香火」，進而變相殺死女嬰；後來當局曾明文規定禁止實施超音波掃描、精蟲分離等性別篩檢方法以保障女嬰存活，而各地方的非法醫療院所仍暗地進行戕害女性胎兒的勾當。而台灣方面指出2010年有約三千名女嬰遭墮胎，引起台灣衛生署高度關切並介入調查。根據聯合國人口基金會指出，亞洲地區由於超音波科技的普遍加上傳統的重男輕女觀念，導致亞洲短少了一億女性出生人口，尤其是中印兩國最為嚴重。
危地马拉和墨西哥都曾有屠杀女性的报导。根据报导，在华雷斯城谋杀案（又名las muertas de Juárez）和危地马拉市的屠杀女性行为中，地方当局都没有介入。大多数被害女性都被奸杀、断肢、拷打甚至肢解。据女同性恋者权益保护组织Lesbiradas称，在危地马拉市2004、2005年发生的屠杀女性事件中，超过500名被害女性中有20%是因为与其他女性有过“亲密关系”而被成对杀害的。

## 屠杀男性
屠杀男性被定义为针对男性的系统的、有计划的屠杀。发生这种现象的原因往往与文化有关。屠杀男性通常被视为性别犯罪。与屠杀女性（Gynocide）不同的是，屠杀男性的行为很可能在战时发生，其目的是削减敌军的潜在兵源。
有文字记载的历史上最早的屠杀男性行为，可能出现在公元前600年，当时爱奥尼亚海盗对米利都城的男人进行了大屠杀，并强迫米利都妇女们与自己结婚，通过这种方式取代原住民在米利都定居下来。
西方文学中最广为人知的男性屠杀的例子是《新约》中《马太福音》一章所记载的希律王发动的大屠杀（诸圣婴孩庆日），有现代学者认为这一历史事件是虚构的。
|                     | 希律见自己被博士愚弄，就大大发怒，差人将伯利恒城里，并四境所有的男孩，照着他向博士仔细查问的时候，凡两岁以里的，都杀尽了。 |
| ——《马太福音》 2:16 | |

在13世纪左右，蒙古人四处征伐时，也曾经实行过男性屠杀政策。具体政策为：凡是高过马车车轮的男子，均被杀戮。
滿清時期，大批中國東南沿海移民移入台灣，加上清廷禁止男子攜家帶眷入台以防叛亂，而這些孑然一身的來台男丁被稱為「羅漢腳（意近於光棍）」。而這些漢人移民為了墾荒，便與台灣原住民發生一連串衝突，加上身邊沒有妻小的關係，故與當地原住民通婚；有的以「和親」的方式同原住民聯姻並結盟，而有的則訴諸武力，血洗原住民部落，除了殲滅部落內的男丁外，順便擄走女性族人充當配偶。
巴基斯坦1971年曾在东巴地区（现今孟加拉国）曾经将男性知识分子作为消灭的目标。
波尔布特在柬埔寨也曾大肆屠杀男性，导致此后女性在当地人口中的比例激增。
在1984年的反锡克教暴动中，男性普遍被锁定为攻击目标。
其它例子如1988年的安法尔行动（萨达姆针对伊拉克北部库尔德人进行的种族灭绝计划，详见1988 Anfal campaign）和1995年7月12日发生在波斯尼亚的斯雷布雷尼察屠杀。